# Jürg Wittwer
Jürg Wittwer (* 25. Juli 1959 in Langnau im Emmental; heimatberechtigt in Trub) ist ein ehemaliger Schweizer Fussballspieler, der in der Abwehr spielte. Er absolvierte über 200 Ligaspiele für die Young Boys und war Teil der Meistermannschaft von 1986. Ausserdem lief er drei Mal für die Nationalmannschaft auf.

## Karriere
Jürg Wittwer, der gelernter Elektromonteur ist, spielte zunächst beim FC Bern. Dort erkämpfte er sich einen Stammplatz und stieg mit der Mannschaft von der 1. Liga in die zweitklassige Nationalliga B auf. 1983 erfolgte der Wechsel zu den Young Boys in die Nationalliga A, wo man ihn als Ersatz für Köbi Brechbühl und René Müller holte. Wittwer entwickelte sich auch bei YB schnell zum Stammspieler. Die Trainer schätzten seinen Einsatz, seine Kondition und seine Zweikampfstärke. Wittwer blieb insgesamt acht Jahre bei den Young Boys. In dieser Zeit wurde er einmal Meister und einmal Cupsieger. Zudem nahm er mit den Young Boys am Meistercup 1986/87 sowie ein Jahr später am Cup der Cupsieger teil. 1991 beendete er seine Karriere.
Heute spielt Wittwer für die Old Stars, die Seniorenmannschaft des BSC Young Boys.